# چینهویی
چینهویی (انگلیسی: Chinhoyi) یک شهر در استان ماشونالند غربی، زیمبابوه است.
این شهر در سال ۲۰۲۲ میلادی ۹۰٬۸۰۰ نفر جمعیت داشته است.